# پتانسیل عمل قلب

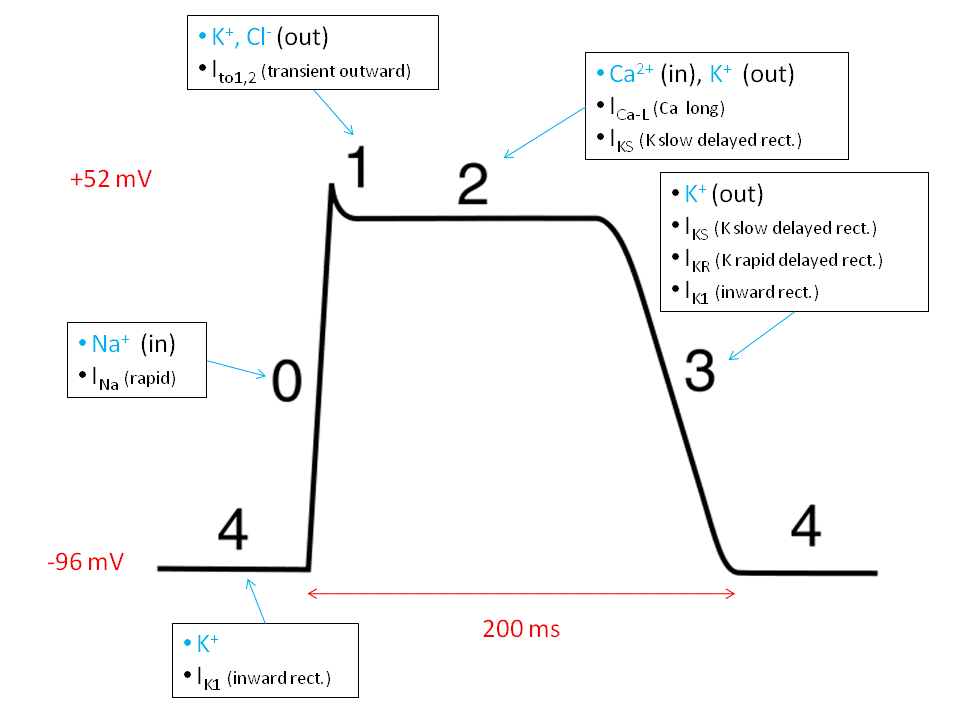
پتانسیل عمل قلب ساده

پتانسیل عمل قلب (به انگلیسی: Cardiac action potential) تغییرات پتانسیل غشاء در سراسر سلول‌های قلب است. این تغییرات به دلیل حرکت یونی بین داخل و خارج سلول، از طریق پروتئین‌هایی به نام کانال‌های یونی ایجاد می‌شود. پتانسیل عمل قلبی با پتانسیل عمل موجود در انواع دیگر سلول‌های الکتریکی تحریک پذیر مانند اعصاب متفاوت است که به دلیل وجود کانال‌های یونی متفاوت است.
برخلاف پتانسیل عمل در سلول‌های ماهیچه اسکلتی، پتانسیل عمل قلبی با فعالیت عصبی آغاز نمی‌شود. در عوض، از گروهی از سلول‌های تخصصی به نام سلول‌های ضربان‌ساز که قابلیت تولید پتانسیل عمل خودکار دارند، ناشی می‌شود. در قلب‌های سالم، این سلول‌ها ضربان ساز قلب را تشکیل می‌دهند و در گره سینوسی-دهلیزی در دهلیز راست پدیدار می‌شوند. آنها تقریباً ۶۰ تا ۱۰۰ پتانسیل عمل در هر دقیقه تولید می‌کنند. پتانسیل عمل از امتداد غشای سلولی عبور می‌کند و باعث انقباض سلول می‌شود، بنابراین فعالیت گره سینوسی منجر به ضربان قلب در حالت استراحت تقریباً ۶۰ تا ۱۰۰ ضربه در دقیقه می‌شود. همه سلول‌های ماهیچه‌ای قلب به‌وسیله دیسک‌های درون‌پیچیده‌ای که به پتانسیل عمل اجازه می‌دهند از یک سلول به سلول دیگر منتقل شود، به‌صورت الکتریکی به یکدیگر مرتبط هستند. این بدان معنی است که تمام سلول‌های دهلیزی می‌توانند با هم منقبض شوند و سپس تمام سلول‌های بطنی.
وابستگی پتانسیل عمل به سرعت، یک ویژگی اساسی سلول‌های قلبی است و تغییرات می‌تواند منجر به بیماری‌های قلبی شدید از جمله آریتمی قلبی و گاهی مرگ ناگهانی شود. فعالیت پتانسیل عمل در قلب را می‌توان برای تولید نوار قلب ثبت کرد. این یک سری از قلل رو به بالا و پایین (با برچسب P, Q، R, S و T) است که نشان دهنده دپلاریزاسیون (مثبت شدن ولتاژ) و رپلاریزاسیون (منفی شدن ولتاژ) پتانسیل عمل در دهلیزها و بطن هاست.
1. ↑  Zhao, G; Qiu, Y; Zhang, HM; Yang, D (January 2019). "Intercalated discs: cellular adhesion and signaling in heart health and diseases". Heart Failure Reviews. 24 (1): 115–132. doi:10.1007/s10741-018-9743-7. PMID 30288656. S2CID 52919432.
2. ↑  Kurtenbach S, Kurtenbach S, Zoidl G (2014). "Gap junction modulation and its implications for heart function". Frontiers in Physiology. 5: 82. doi:10.3389/fphys.2014.00082. PMC 3936571. PMID 24578694.